# Sankt Lorenzkirche
Sankt Lorenzkirche är en kyrka i Nürnberg som påbörjades omkring 1260. De två tornen uppfördes omkring 1350 och mittskeppet utvidgades omkring 1400. Koret byggdes om omkring 1477 då en ny koromgång tillkom. Kyrkan skadades svårt under andra världskriget och fick återuppbyggas.